# سحر جعفری جوزانی
سحر جعفری جوزانی (زاده ۱۱ تیر ۱۳۵۷) بازیگر سینما و تلویزیون ایرانی است.

## زندگی‌نامه
سحر جعفری جوزانی در سن فرانسیسکو در کالیفرنیا از یک مادر آمریکایی متولد شد و تا ۵ سالگی ساکن آنجا بود. وی فرزند مسعود جعفری جوزانی (نویسنده و کارگردان فیلم) است.
او فارغ‌التحصیل روان‌شناسی کودک از دانشگاه آزاد اسلامی است.

## کارنامه هنری
سحر جعفری جوزانی فعالیت سینمایی خود را با نقش کوتاهی در فیلم شیر سنگی به کارگردانی پدرش (مسعود جعفری جوزانی) در سال ۱۳۶۵ آغاز کرد. او با نویسندگی در سریال آژانس دوستی و پس از آن بازیگری در همین سریال به فعالیت خود به صورت رسمی ادامه داد و پس از آن وارد سینما شد.
سحر جعفری جوزانی در سال ۱۳۷۸ نامزد سیمرغ بلورین برای بهترین بازیگر نقش مکمل زن در هجدهمین جشنواره فیلم فجر برای بازی در فیلم بلوغ شد.
او در سال ۱۳۸۲، به عنوان اولین همکاری با مهران مدیری، در سریال تلویزیونی طنز نقطه‌چین بازی کرد و فعالیت خود را در تلویزیون با سریال‌هایی نظیر در چشم باد، باغ مظفر و مرد دوهزارچهره ادامه داد. جوزانی همچنین به‌واسطه سریال‌های فضانوردان، قهوه تلخ و گنج مظفر حضور در شبکه نمایش خانگی را نیز تجربه کرد.

## فیلم‌شناسی

### سینمایی
| سال  | نام فیلم       | کارگردان           |
| ---- | -------------- | ------------------ |
| ۱۳۶۵ | شیر سنگی       | مسعود جعفری جوزانی |
| ۱۳۷۱ | یک مرد یک خرس  | مسعود جعفری جوزانی |
| ۱۳۷۷ | بلوغ           | مسعود جعفری جوزانی |
| ۱۳۷۸ | چشمهایش        | فرامرز قریبیان     |
| ۱۳۸۰ | هفت ترانه      | بهمن زرین‌پور       |
| ۱۳۸۷ | دعوت           | ابراهیم حاتمی‌کیا   |
| ۱۳۹۳ | ایران برگر     | مسعود جعفری جوزانی |
| ۱۳۹۵ | پشت دیوار سکوت | مسعود جعفری جوزانی |
| ۱۴۰۲ | بهشت تبهکاران  | مسعود جعفری جوزانی |

### مجموعه تلویزیونی
| نام مجموعه      | سال       | کارگردان                | شبکه (توضیحات)         |
| --------------- | --------- | ----------------------- | ---------------------- |
| آژانس دوستی     | ۱۳۷۸–۱۳۷۵ | احمد رمضان‌زاده و دیگران | یک (جوزان فیلم)        |
| حامی            | ۱۳۸۱      | بهمن زرین‌پور            | پنج                    |
| نقطه‌چین         | ۱۳۸۲      | مهران مدیری             | سه                     |
| قهر و آشتی      | ۱۳۸۳      | احمد رمضان‌زاده          | پنج (جوزان فیلم)       |
| در چشم باد      | ۱۳۸۷–۱۳۸۲ | مسعود جعفری جوزانی      | یک                     |
| باغ مظفر        | ۱۳۸۵      | مهران مدیری             | سه                     |
| فضانوردان       | ۱۳۸۵      | سیامک انصاری            | نمایش خانگی            |
| مرد دوهزار چهره | ۱۳۸۷      | مهران مدیری             | سه                     |
| همه بچه‌های من   | ۱۳۸۸      | مرضیه برومند            | یک                     |
| بمب خنده        | ۱۳۸۹      | مهران مدیری             | نمایش خانگی، توقیف شده |
| قهوه تلخ        | ۱۳۹۰–۱۳۸۹ | مهران مدیری             | نمایش خانگی            |
| فراموشی         | ۱۳۹۰      | سعید سلطانی             | پنج                    |
| گنج مظفر        | ۱۳۹۲      | مهران مدیری             | نمایش خانگی            |

## جوایز و افتخارات
| سال  | نتیجه    | جایزه        | رده                             | جشنواره                  | بخاطر فیلم/سریال |
| ---- | -------- | ------------ | ------------------------------- | ------------------------ | ---------------- |
| ۱۳۷۸ | نامزدشده | سیمرغ بلورین | بهترین بازیگر نقش مکمل زن       | هجدهمین جشنواره فیلم فجر | بلوغ             |
| ۱۳۸۴ | نامزدشده | جایزه حافظ   | بهترین بازیگر زن کمدی تلویزیونی | هشتمین جشن حافظ          | نقطه‌چین          |
| ۱۳۹۰ | نامزدشده | جایزه حافظ   | بهترین بازیگر زن کمدی تلویزیونی | دوازدهمین جشن حافظ       | قهوه تلخ         |